# هومر كيلر
هومر كيلر (بالإنجليزية: Homer Keller)‏ هو معلم موسيقى وملحن أمريكي، ولد في 17 فبراير 1915 في أوكسنارد في الولايات المتحدة، وتوفي في 12 مايو 1996.

## وصلات خارجية
- هومر كيلر على موقع ميوزك برينز (الإنجليزية)